# Third-party Access
Third-party Access, TPA (pol. dostęp trzeciej strony,dostęp osób trzecich, zasada dostępu stron trzecich) – zasada polegająca na udostępnieniu przez właściciela bądź operatora osobom trzecim swojej infrastruktury sieciowej w celu dostarczenia usług klientom. W przypadku energii elektrycznej oznacza to możliwość korzystania z sieci lokalnego dystrybutora energii w celu dostarczenie do wskazanej lokalizacji energii zakupionej u dowolnego sprzedawcy.
Dzięki tej zasadzie od 2007 roku możliwa jest zmiana sprzedawcy energii elektrycznej. Odbiorcy końcowi mogą wybierać więc oferty najkorzystniejsze cenowo. W praktyce oznacza to, że odbiorca kupuje energię i usługę dostarczenia energii od dwóch różnych firm. O ile sprzedawcę energii można wybrać dowolnie, o tyle usługę dostarczenia należy kupić od firmy na terenie której dany podmiot jest zlokalizowany.
Dystrybutorzy na terenie Polski to: PGE, Energa, Enea, Tauron i innogy (dawniej RWE). Jest także grupa dystrybutorów o mniejszym zasięgu. Należy do nich np. firma: PKP Energetyka. Całą listę dystrybutorów prądu z odpowiednimi koncesjami można znaleźć na stronie Urzędu Regulacji Energetyki.